# 샤쿠지이코엔역
샤쿠지이 공원역(일본어: 石神井公園駅, しゃくじいこうえんえき)은 일본 도쿄도 네리마구에 있는 철도역이다.

## 타는 곳
| ↑ 오이즈미가쿠엔   |
| \| １２ \| ３４ \| |
| 네리마타카노다이 ↓ |

| 1·2 | ■ 이케부쿠로 선 | 히바리가오카・도코로자와・고테사시・한노・아가노・세이부 지치부・ 지치부 철도 미쓰미네구치・나가토로 방면                                       |
| 3·4 | ■ 이케부쿠로 선 | 네리마・이케부쿠로・○유라쿠초 선 신키바・○ 후쿠토신 선 시부야・도요코 선 요코하마・요코하마 고속 철도 미나토미라이21 선 모토마치・추카가이 방면 |

## 출구 정보
- 북쪽 출입구 (北口)
  - 도쿄도립 샤쿠지이 공원
- 남쪽 출입구 (南口)

## 역사
- 1915년 4월 15일: 샤쿠지이역으로 영업 개시.
- 1933년 3월 1일: 역명을 샤쿠지이 공원역으로 변경.
- 2011년 4월 17일: 고가화 공사 완공.

## 인접 역
| 세이부 철도■이케부쿠로 선                                  | 세이부 철도■이케부쿠로 선             | 세이부 철도■이케부쿠로 선             |
| ---------------------------------------------------------- | ------------------------------------- | ------------------------------------- |
| 이케부쿠로 방면                                            | ■쾌속급행(이케부쿠로 방향) ■급행      | 히바리가오카 한노, 세이부 지치부 방면 |
| 이케부쿠로 방면                                            | ■통근급행                             | 오이즈미가쿠엔 한노 방면              |
| 네리마 이케부쿠로, 신키바, 시부야, 요코하마 방면           | ■쾌속급행(시부야,요코하마 방향) ■쾌속 | 히바리가오카 한노 방면                |
| 네리마 이케부쿠로, 신키바, 시부야, 요코하마 방면           | ■준급                                 | 오이즈미가쿠엔 한노 방면              |
| 네리마타카노다이 이케부쿠로, 신키바, 시부야, 요코하마 방면 | ■보통                                 | 오이즈미가쿠엔 한노 방면              |